# Al Sormeh
Al Sormeh är en ort i Iran.   Den ligger i provinsen Västazarbaijan, i den nordvästra delen av landet, 700 km väster om huvudstaden Teheran. Al Sormeh ligger 2 223 meter över havet och antalet invånare är 730.
Terrängen runt Al Sormeh är lite bergig, och sluttar norrut. Runt Al Sormeh är det ganska tätbefolkat, med 83 invånare per kvadratkilometer. Närmaste större samhälle är Berūshkhvārān, 17,6 km söder om Al Sormeh. Trakten runt Al Sormeh består i huvudsak av gräsmarker.